# Фрідолен Амбого Бесунгу
Фрідолен Амбого Бесунгу (фр. Fridolin Ambongo Besungu; нар. 24 січня 1960, Бету, Лікуала, Республіка Конго) — конголезький кардинал, Архієпископ Кіншаси з 2018 року.

## Життєпис
Фрідолен Амбого Бесунгу народився в Бету 24 січня 1960 року та готувався до священства, вивчаючи філософію в Бваманді та теологію з 1984 по 1988 рік в Інституті Святого Євгена де Мазено. Він також вступив до Ордену Братів Менших Капуцинів, де склав перші обіти в 1981 році та довічні обіти в 1987 році. Пізніше він отримав ступінь з морального богослов'я в Академії Альфонсіан у Римі та володіє італійською мовою.

## Священство
Амбого був висвячений на священика 14 серпня 1988 року після завершення навчання. З 1988 по 1989 рік він працював парафіяльним священиком у Бобіті, а потім професором на католицьких факультетах Кіншаси. З 1995 по 2005 рік він викладав моральне богослов'я в Інституті Мазенода. Він також обіймав посади верховного настоятеля та віце-провінціала свого ордену у віце-провінції Конго.

## Єпископ Бокунгу-Ікели
Папа Іван Павло II призначив його єпископом Бокунгу-Ікели 22 листопада 2004 року. Він отримав єпископську хіротонію 6 березня 2005 року від Джозефа Кумуондали Мбімби разом зі співсвятителями Джованні д'Аніелло та кардиналом Фредеріком Етсу-Нзабі-Бамунґвабі під час меси просто неба перед собором Бокунгу. 30 жовтня 2008 року Папа Бенедикт XVI призначив його апостольським адміністратором Коле, посаду якої він обіймав до 9 серпня 2015 року. Він здійснив свій перший візит «ad limina» до Папи Франциска 12 вересня 2014 року.

## Архієпископ Мбандака-Бікоро
Папа Франциск спочатку призначив його апостольським адміністратором для Мбандака-Бікоро 5 березня 2016 року, а потім архієпископом цієї кафедри 12 листопада, зберігаючи при цьому відповідальність за Бокунгу-Ікелу як апостольського адміністратора. Він був призначений на свою нову кафедру 11 грудня 2016 року.
У 2016–2018 роках він засудив неодноразові спроби президента Конго Жозефа Кабіли відтермінувати вибори в Конго, вважаючи, що це створює тривожний прецедент і демонструє небажання президента відмовитися від влади. 
30 травня 2018 року Амбонго опублікував заяву в Мбданка-Бікоро, в якій оголосив про призупинення здійснення тих таїнств, для здійснення яких потрібен фізичний контакт, через спалах лихоманки Ебола в цьому районі. Він сказав, що «це зроблено для запобігання поширенню геморагічної лихоманки Ебола». Він також порадив висловлювати знак миру словесно, а не фізично.
У червні 2016 року його було обрано віце-президентом Єпископської конференції Конго (CENCO).

## Архієпископ Кіншаси
6 лютого 2018 року Папа Франциск призначив Амбого коад'ютором Кіншаської архієпархії, щоб той наступив кардиналу Лорану Монсенгво Пасіньї після його відставки. Його було представлено архієпархії як коад'ютора 11 березня 2018 року. Він став архієпископом, коли Франциск прийняв відставку Пасіньї 1 листопада 2018 року. Він був призначений туди 25 листопада 2018 року.

## Кардинал
5 жовтня 2019 року Папа Франциск призначив його кардиналом-священиком церкви Сан-Габріеле-Арканджело-алл'Аква-Траверса. 21 лютого 2020 року він був прийнятий до Конгрегації Інститутів богопосвяченого життя та Товариств апостольського життя. 15 жовтня 2020 року Папа Франциск призначив його до Ради кардиналів-радників.  Він брав участь як кардинал-вибірник у папському конклаві 2025 року, на якому було обрано Папу Лева XIV.